# Nazionale maschile di beach soccer del Venezuela
La nazionale di beach soccer del Venezuela rappresenta il Venezuela nelle competizioni internazionali di beach soccer.

## Rosa
Aggiornata ad agosto 2011.
| N. |                      | Ruolo | Calciatore        |
| -- | -------------------- | ----- | ----------------- |
| 1  | Venezuela (bandiera) | P     | César Vazquez     |
| 2  | Venezuela (bandiera) | D     | Gian Luca Cardone |
| 3  | Venezuela (bandiera) | C     | Jose Centeno      |
| 4  | Venezuela (bandiera) | D     | Ronald Pérez      |
| 5  | Venezuela (bandiera) | D     | Pablo Ferreira    |
| 6  | Venezuela (bandiera) | C     | Kevin Camargo     |

| N. |                      | Ruolo | Calciatore         |
| -- | -------------------- | ----- | ------------------ |
| 7  | Venezuela (bandiera) | D     | Edgar Quintero     |
| 8  | Venezuela (bandiera) | C     | Francisco Landaeta |
| 9  | Venezuela (bandiera) | A     | Marcos Monsalve    |
| 10 | Venezuela (bandiera) | A     | Pedro Romero       |
| 11 | Venezuela (bandiera) | C     | Carlos Longa       |
| 12 | Venezuela (bandiera) | P     | César Fermin       |